# The Royal Gloucestershire, Berkshire and Wiltshire Regiment
The Royal Gloucestershire, Berkshire and Wiltshire Regiment ou Royal Gloucestershire, Berkshire and Wiltshire Light Infantry était un régiment d'infanterie de l'Armée de terre britannique (British Army). Il a été créé en 1994 par la fusion du The Gloucestershire Regiment et du The Duke of Edinburgh's Royal Regiment (Berkshire and Wiltshire). Le régiment était le seul de l'Armée de terre britannique a porté le Presidential Unit Citation des États-Unis qui a été mérité par le 1st Bataillon, Gloucestershire Regiment (littéralement, 1er Bataillon du Gloucestershire Regiment) pour sa défense de la colline Gloster durant la bataille de la rivière Imjin lors de la guerre de Corée en avril 1951.